# 聖母子と二人の天使 (ボッティチェッリ、ワシントン・ナショナル・ギャラリー)
『聖母子と二人の天使』（せいぼしとふたりのてんし、伊: Madonna col Bambino e due angeli, 英: Madonna and Child with Two Angels）は、イタリアの盛期ルネサンスの巨匠サンドロ・ボッティチェッリが1465年から1470年頃に制作した絵画である。テンペラ画。ボッティチェッリの初期の聖母子画の1つで、師であるフィリッポ・リッピの影響が色濃く表れている。おそらくメディチ家の一員のために制作された。現在はワシントンD.C.のナショナル・ギャラリー・オブ・アートに所蔵されている。

## 作品

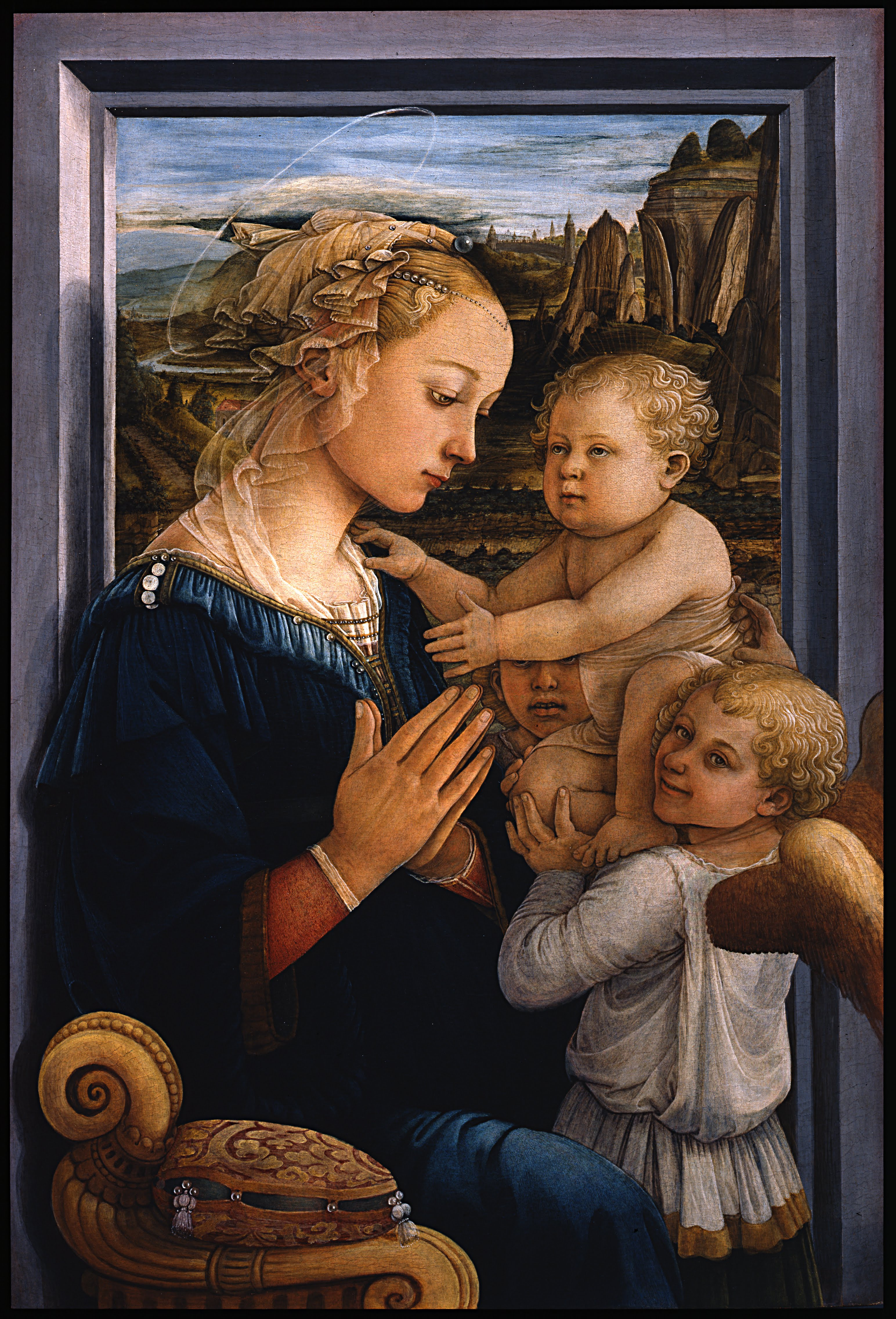
フィリッポ・リッピの1450年から1465年頃の『聖母子と二人の天使』。ウフィツィ美術館所蔵。

聖母マリアは画面左の椅子に座り、両手で幼児キリストを抱き上げている。横顔の聖母マリアはやや下を向いて息子を見つめているのに対し、幼児キリストは右手を聖母マリアの左肩に置きながら、鑑賞者のほうに視線を向けている。彼女は赤い衣の上に深い緑色のクロークを身にまとい、金製のブローチを用いて胸元で止めている。金髪は後頭部でまとめ、薄手の白いヴェールで顔を縁取るように覆っている。画面右では2人の天使が立っており、幼児キリストの体を下から支えている。手前の天使は振り向いて茶色の瞳で鑑賞者を見ている。もう1人の天使は彼らの向こう側に立ち、銀灰色の瞳で画面右側を見上げている。また2人の天使の間から白い百合の花が斜めに伸びている。椅子は木製であり、タッセルがついたクッションが置かれている。室内はピンクがかった明るいグレーの壁に囲まれている。3面の壁にはいずれも窓があり、青空が見える。天井にはサファイアブルーの天井板がはめ込まれ、画面奥正面の壁には同じ色の貝殻状の壁龕装飾がはめ込まれている。天井近くでは栗色の花綱が金の金具で左右から吊り下げられている。
本作品は捨て子養育院美術館所蔵の『聖母子と天使』（Madonna col Bambino e un angelo）、 メトロポリタン美術館所蔵の『聖母子と二人の天使』（Madonna col Bambino e due angeli）と同様、ウフィツィ美術館に所蔵されているフィリッポ・リッピの1450年から1465年頃の作品『聖母子と二人の天使』（Madonna col Bambino e due angeli）に基づいている。
高価な顔料である金や青が贅沢に使用され、聖母が座っている椅子の側面にはメディチ家の紋章と思われる6つのラウンデルが描かれていることから、メディチ家の一員の発注で制作されたと考えられている。またこの紋章は制作年代の手掛かりになる可能性がある。ピエロ・デ・メディチは1465年にフランス国王からフルール・ド・リスで装飾された7つ目のラウンデルを彼の紋章に追加することを許可されたが、本作品ではそれが欠如している。そこで本作品はそれ以前に完成したのではないかと考えられる。

### 帰属
帰属については様々に論じられている。美術史家バーナード・ベレンソンのボッティチェッリの若い頃の作品という帰属はしばしば疑問視されてきたが、ミクロス・ボスコヴィッツはナショナル・ギャラリー・オブ・アートの2003年のカタログでベレンソンの帰属を維持している。

## 来歴
絵画はおそらくメディチ家のために制作されたと考えられているが、その後の来歴は不明である。絵画はおそらく19世紀後半に2つの個人コレクションに属していたと考えられている。1つはパリの美術収集家であるブルノンヴィル男爵エティエンヌ・エドモンド・マルティン（Etienne Edmond Martin, Baron de Beurnonville, 1825年-1906年）のコレクションである。ブルノンヴィル男爵は1872年から1906年にかけてコレクションを売却しているが、1885年に「天使と風景の背景のある聖母」の絵画をフィリッポ・リッピの作品として売却している。もう1つは政治家・美術収集家ウィリアム・グラハムのコレクションで、彼はブルノンヴィル男爵の絵画を入手したと考えられているが、同年に死去しており、そのコレクションは翌1886年にクリスティーズで売却された。その際にこの作品は「聖母子と二人の天使」のタイトルで売却されている。
本作品はパリの美術商シャルル・セデルマイヤーのコレクションにおいて最初に記録された。1925年5月に美術商デュビーン・ブラザーズ（Duveen Brothers）に売却されたのち、絵画はアメリカ合衆国の女性慈善家ジェネヴィーヴ・ガーヴァン・ブレイディの手に渡った。彼女は夫の死後の1937年にウィリアム・J・バビントン・マコーリー（William J. Babington Macauley）と再婚したが、その翌年に死去。絵画は1939年からデュビーン・ブラザーズに委託され、1942年1月にサミュエル・H・クレス財団（Samuel H. Kress Foundation）に売却、1943年にナショナル・ギャラリー・オブ・アートに寄贈された。

## ギャラリー

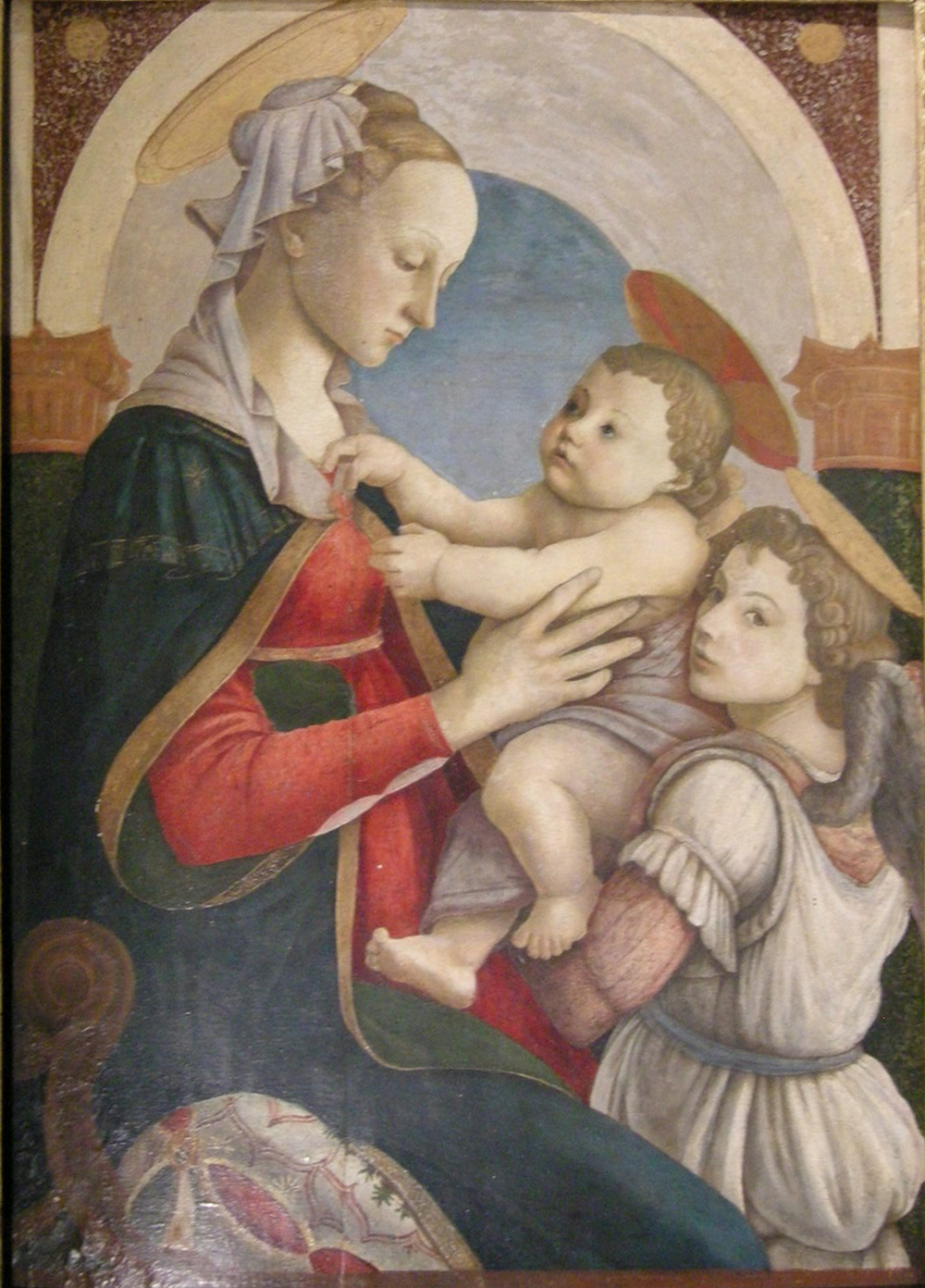
『聖母子と天使』1465年–1467年 捨て子養育院美術館（英語版）所蔵
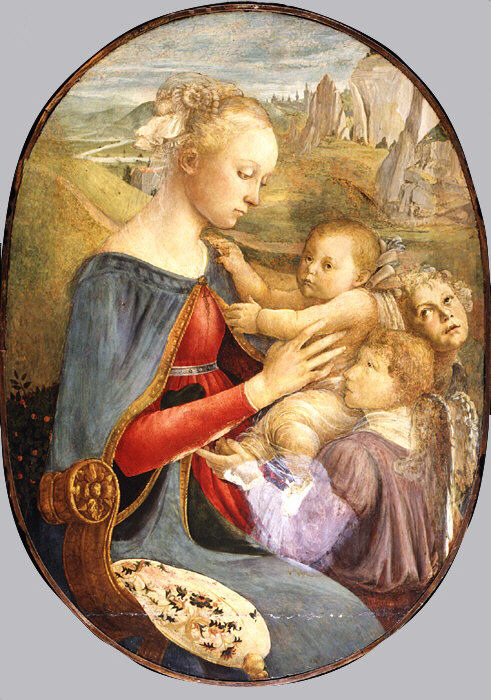
『聖母子と二人の天使』15世紀 メトロポリタン美術館所蔵
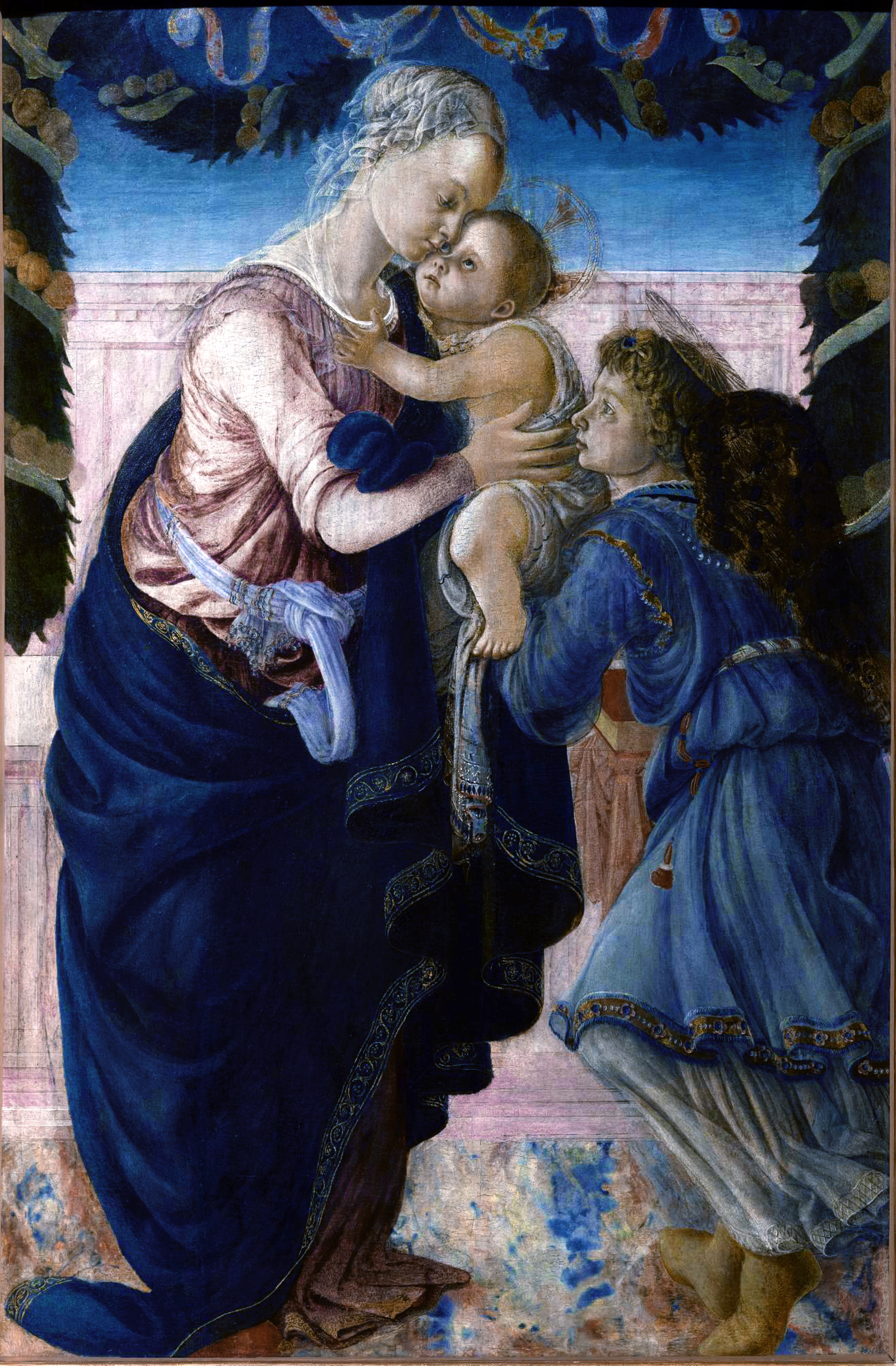
『聖母子と天使』1468年以前
フェッシュ美術館（英語版）所蔵
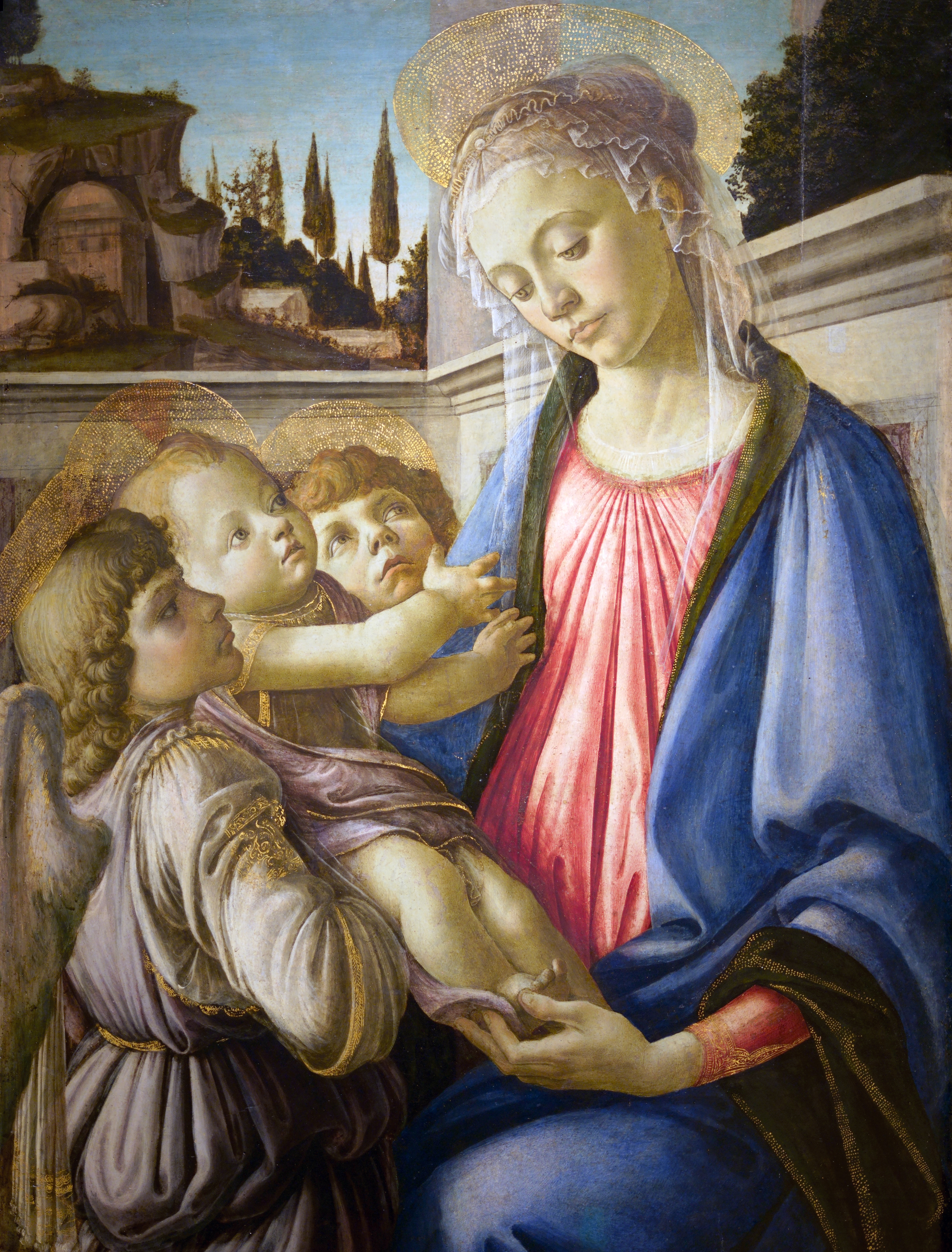
『聖母子と二人の天使』1468年–1469年頃 カポディモンテ美術館所蔵